# Motte von Mahlenzien

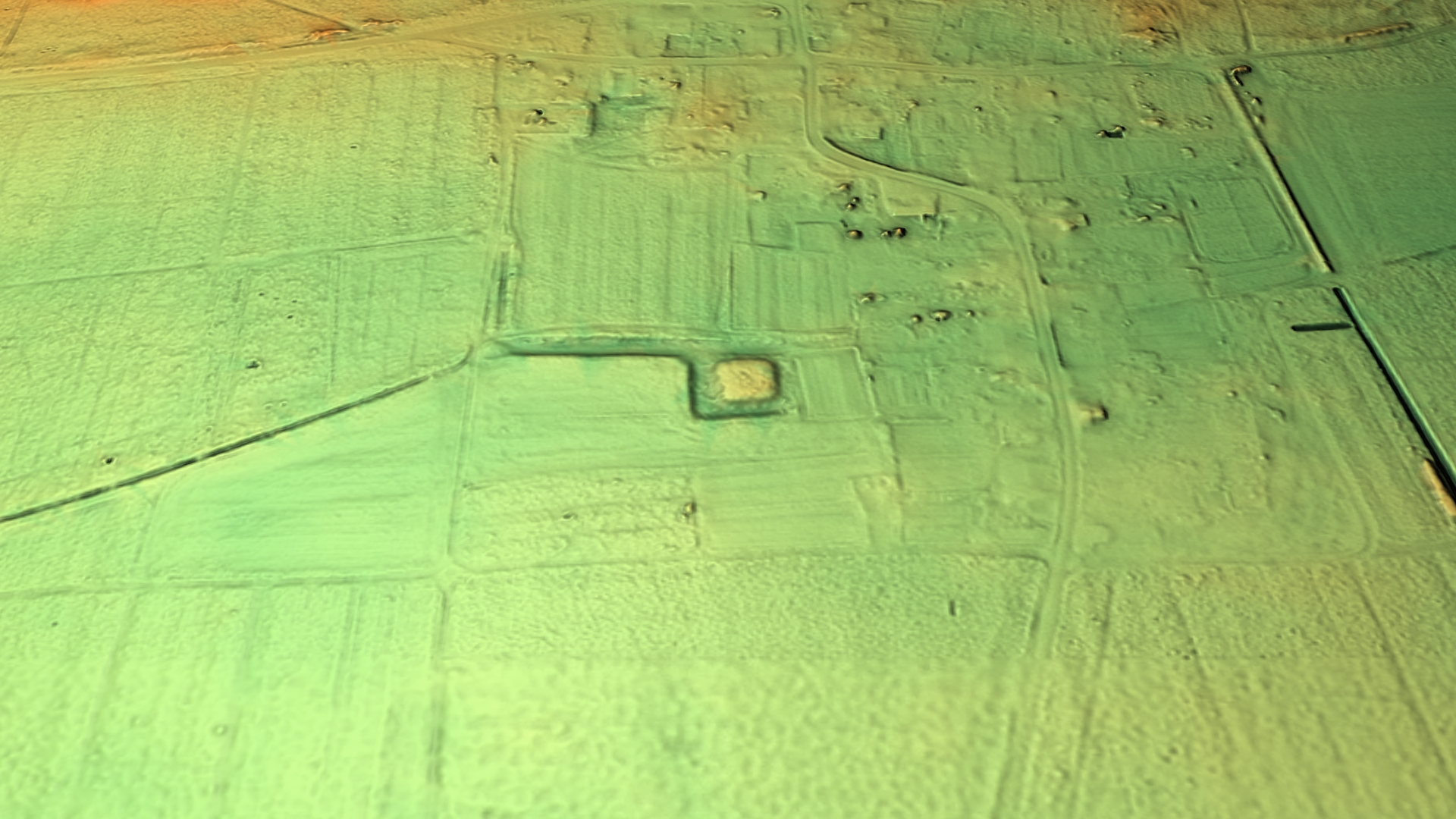
3D-Ansicht des digitalen Geländemodells

Die Motte von Mahlenzien ist der Burgstall einer Motte (auch Turmhügelburg) im zur Stadt Brandenburg an der Havel gehörenden Ortsteil Mahlenzien. Die Überreste der Motte sind unter der Bezeichnung „Burgwall Mittelalter“ als Bodendenkmal (Nr. 4003) ausgewiesen.

## Geschichte
Anhand von frühdeutschen Scherbenfunden konnte eine Nutzung der Wehranlage im 13. beziehungsweise 14. Jahrhundert nachgewiesen werden. Eine erste bekannte Erwähnung Mahlenziens stammt aus dem Jahr 1370. 1376 gehörte das Dorf der Familie von Sandau. 1470 kam Mahlenzien an die Familie von Grabow und 1583 an die Familie von Schierstedt. Unweit nördlich des Dorfes Mahlenzien verlief die im Mittelalter wichtige Handels- und Militärstraße Heerstraße Brandenburg–Magdeburg. Von der Motte von Mahlenzien sind keine direkten historischen schriftlichen Erwähnungen bekannt. Jedoch ist eine historische Benennung des Flurstücks mit „Altes Haus“ beziehungsweise „die Burg“ beschrieben.

## Anlage
Die Überreste der Motte befinden sich unmittelbar südwestlich wenige Meter außerhalb der geschlossenen Bebauung des Dorfes. Etwa 150 Meter nördlich stehen das barocke Gutshaus Mahlenzien und die romanische Dorfkirche Mahlenzien. Bei der Wehranlage handelt es sich um ein quadratisches Plateau mit etwa 25 Meter Seitenlänge, das sich etwa einen Meter über das umliegenden Niveau erhebt. Um dieses läuft ein ausgetrockneter, gegenüber dem umliegenden Niveau teilweise mehr als einen Meter tieferer Burggraben. Der ebenfalls trockengefallene und als Weg genutzte Zu- beziehungsweise Abfluss ist bis nahe dem Fluss Buckau nach Südwesten nachzuvollziehen. Nach Osten läuft er am Ort aus. Der Burgstall ist bewaldet. Der Landgraben wurde auch nach dem Auflassen der Burganlage weiter genutzt und versorgte das Dorf mit Wasser. Er wurde erst im 20. Jahrhundert aufgegeben. Man geht davon aus, dass die Motte selbst nach ihrer Aufgabe fast vollständig abgetragen wurde.

## Archäologische Funde
Im Bereich der Motte wurden Backsteinbruchstücke als Oberflächenfunde festgestellt. Ein hoher Humusanteil weist auf eine hölzerne Bebauung auf der Motte hin. Es wird vermutet, dass die Überreste von Backsteinen im Zusammenhang mit einer Herdstelle stehen oder aber Bauschutt des Dorfes sind. Im Bereich des Grabens wurden Feldsteine, welche teilweise Spuren von Bearbeitungen aufweisen, gefunden. Bei Begehungen auf der Motte konnten einige Keramikreste aufgelesen werden. So stammen fünf Randscherben und zehn Wandungsscherben hartgebrannter Gefäße von grauem Irdengut und vier glasierte Wandungsscherben direkt von der Motte. Das Irdengut wurde in das 14. Jahrhundert, die glasierten Reste ins 15. oder 16. Jahrhundert datiert, weswegen man von einer spätmittelalterlichen Nutzung der Motte ausgehen kann. Ein weiteres Fundstück vor Ort ist ein quaderförmiger Stein mit Kantenlängen von 3 mal 2 mal 2 Zentimeter. Dieser besteht aus Hornstein und wurde eventuell als Spielstein verwendet.